# Felix Milleker

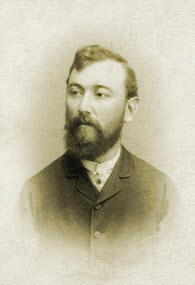
Felix Milleker

Felix Milleker (* 14. Januar 1858 in Vršac, Woiwodschaft Serbien und Temeser Banat; † 25. April 1942 in Vršac, Serbien) war ein deutsch-ungarischer Schullehrer, Musealkustos, Historiker und Heimatforscher.

## Lehrer, Heimatforscher und Herausgeber
Felix Milleker war der Sohn des Nagelschmieds Johann Milleker. Von 1869 bis 1873 besuchte er die Unterrealschule in Werschetz und von 1873 bis 1876 die Lehrerbildungsanstalt in Szeged. 1876 legte er die Lehrbefähigungsprüfung für Volksschulen in Szeged ab, wo er auch das Probejahr absolvierte.
Von 1878 bis 1883 war Milleker als Lehrer in Weißkirchen im Banat tätig. Hier erhielt er von dem Banater Geschichtsforscher Leonhard Böhm erste Anregungen zu heimatkundlichen Forschungen.
1887 übernahm Milleker die Leitung der Werschetzer Schulbücherei, die zuletzt einen Bestand von 60.000 Büchern hatte. Im Auftrag des  Magistrats richtete er das Städtische Museum in Weißkirchen ein, das 1882 eröffnet wurde. 1883 kehrte er nach Werschetz zurück. 1894 wurde er nebenberuflich Kustos des Städtischen Museums in Werschetz, das er zu einer hervorragenden Forschungsstätte ausbaute. Vor allem die ur- und frühgeschichtliche Sammlung war sehr reich an Artefakten. In Werschetz wirkte er bis zu seiner Pensionierung 1925 an der Volksschule.
Seine Freizeit widmete Milleker der Heimatkunde. Er hielt Vorträge und Lehrgänge und spielte eine bedeutende Rolle im öffentlichen und im Vereinsleben. Milleker war Mitbegründer des Deutschen katholischen Lehrerverbands im Banat (Temeswar 1919) und der Deutschen Gesellschaft für Vorgeschichte (Berlin 1908). Desgleichen regte er die Gründung der Lenau-Gesellschaft an, für die er eine erhebliche Geldsumme spendete.
Ab 1921 gab Milleker die „Banater Bücherei“ heraus, die einen Querschnitt durch das deutsche Kulturschaffen im Südosten Europas vermittelt und für die er selbst etwa 60 Beiträge verfasste. Die Banater Bücherei umfasste im Jahr 1941 genau 73 Bände.
In mehr als 200 Veröffentlichungen behandelte Milleker in ungarischer und deutscher Sprache, manchmal auch ins Serbische übersetzt, Vorgeschichte, Heimat- und Kulturgeschichte sowie Literaturgeschichte des donauschwäbischen Siedlungsraumes.

## Schriften (Auswahl)
- Geschichte der Seidenkultur in Süd-Ungarn., 1883
- Die Werschetzer Gegend im Altertum, 1885
- Geschichte der königlichen Freistadt Werschetz, 1886
- Geschichte der Gemeinde Nagy-Zsám 1370–1909, 1909
- Geschichte der Stadt Pančevo, 1925
- Geschichte der Banater Militärgrenze, 1926
- Lenau im Banat, in: Banater Bücherei 25, 1926
- Geschichte der Deutschen im Banat von den ältesten Zeiten bis zum Jahre 1716, in: Banater Bücherei 28, 1927
- Kulturgeschichte der Deutschen im Banat 1716–1918, 1930
- Geschichte des Theaters im Banat, 1937
- Vorgeschichte des Banats, in: Starinar, F. 3, 12–15, 1937–40;
- Geschichte des Schulwesens in der Banater Militärgrenze 1764–1876, 1939. Digitalisat
- Römisches Handwerk und Kunstgewerbe im Banat 101–270 n. Chr., in: Banater Bücherei 73, 1941
- Geschichte des Gewerbes im Banat, in: Banater Bücherei 74, 1941

## Auszeichnungen
Für sein Schaffen erhielt er mehrere Preise, Ehrenurkunden, Medaillen und sonstige Auszeichnungen und Anerkennungen:
- Ehrenurkunde der Deutschen Archäologischen Gesellschaft
- Ehrenurkunde der Belgrader Wissenschaftlichen Akademie
- Silbermedaille der Deutschen Akademie für Wissenschaften (1935)
- Prinz-Eugen-Preis der Johann-Wolfgang-Goethe-Stiftung der Universität Wien (1942, posthum)